# Caroline Bittencourt
Caroline Bittencourt (São Paulo, Estado de São Paulo, Brasil, 13 de diciembre de 1981-Ilhabela, Estado de São Paulo, Brasil, 29 de abril de 2019) fue una modelo y presentadora de televisión brasileña.

## Carrera
En televisión, trabajó en RedeTV! como reportera del programa Top Report y en RecordTV en los programas Sete Segredos y Hoje em Dia.
Se desempeñó como modelo profesional en Italia para estilistas como Valentino Garavani y Roberto Cavalli.

## Filmografía
- Olga - Participación especial